# Прапор Могильовської області
Прапор Могильовської області — офіційний символ Могильовської області республіки Білорусь. Затверджений указом Президента Республіки Білорусь № 1 від 3 січня 2005 року.

## Опис
Прапор являє собою прямокутне полотнище червоного кольору зі співвідношенням сторін 1:2, у центрі лицьової сторони якого — зображення герба Могильовської області.